# Diocese de Caracas e Venezuela
Diocese de Caracas e Venezuela (em russo:  Каракасская и Венесуэльская епархия, em castelhano:  Diócesis de Caracas y Sudamerica) foi uma diocese da Igreja Ortodoxa Russa fora da Rússia que existiu de 1947 até meados da década de 1990.

## História
Com o surgimento da comunidade Ortodoxa Russa na Venezuela após a Segunda Guerra Mundial, as pessoas começaram a se reunir em paróquias, a maioria das quais eram administradas pela Igreja Ortodoxa Russa Fora da Rússia. A ROCOR tornou-se o núcleo da emigração russa na Venezuela. Em 1948, o engenheiro KE Hartman construiu uma igreja temporária de madeira em seu terreno na área de Altavista. O arcipreste João Baumanis tornou-se um construtor ativo da vida da igreja na Venezuela. Em 1950, surgiu em Valência um templo em homenagem ao Ícone da Mãe de Deus “O Sinal”. E em 1953, foi construída em Caracas a primeira igreja de pedra - a Igreja da Assunção da Mãe de Deus. A Catedral de São Nicolau foi construída em 1955 na região metropolitana de Dos Caminos. Com a sua participação ativa, foram fundadas paróquias ortodoxas não só em Caracas, mas também em Valência, Barquiscimento, Maracay e Barcelona.
Em 1957, foi nomeado o primeiro bispo da recém-criada diocese, Serafim (Svezhevski). No mesmo ano, a diocese venezuelana foi registrada como sociedade ortodoxa russa com administração central na cidade de Caracas e filiais nas províncias.
Com a aposentadoria do bispo Serafim em 1983, a diocese foi extinta, e suas paróquias foram subordinadas ao bispo Inocêncio (Petrov).
Em 21 de junho de 2008, o abade João Berzin foi empossado bispo com o título "de Caracas", sendo-lhe confiada a gestão das paróquias da Igreja Russa no Exterior em toda a América do Sul. O título "de Caracas" foi escolhido de forma que fosse diferente do título de administrador da diocese argentina e sul-americana do Patriarcado de Moscou. Ao mesmo tempo, a administração diocesana permaneceu em Buenos Aires, e a Catedral permaneceu como a Catedral da Ressurreição em Buenos Aires.

## Bispos
- Eulogio (Markovski) (1947) - Não foi ao seu destino;
- Serafim (Svezhevski) (17 de março de 1957 - 12 de agosto de 1983);
- João (Berzin) (21 de junho de 2008 - ) - Formalmente.